# Krugerhof

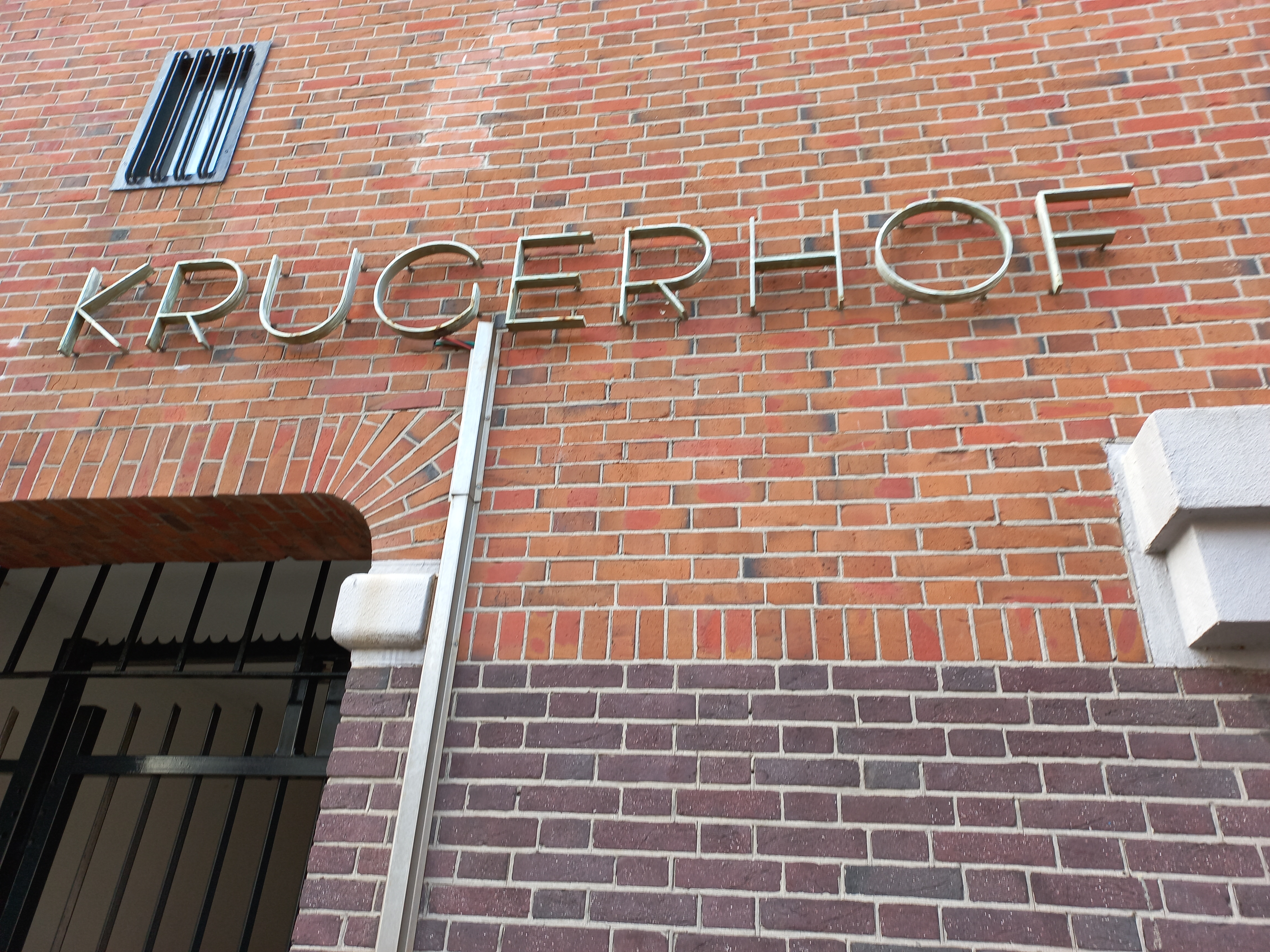
Naam (oktober 2023)

Krugerhof is een wooncomplex in de Transvaalbuurt in Amsterdam-Oost. De naam verwijst naar het nabijgelegen Krugerplein, vernoemd naar Paul Kruger.
Het wooncomplex heeft de vorm van een U met woningen aan de Tugelaweg, Maritzstraat en Christiaan de Wetstraat. Aan de Maritzstraat heeft het een teruggetrokken rooilijn. Hier liet de "Maatschappij voor Moderne Woningbouw" in 1929-1930 een blok met arbeiderswoningen neerzetten naar ontwerp van Arend Jan Westerman en Jacob Dunnebier. De circa honderd woningen vallen op in de buurt door de uitvoering in vier kleuren baksteen: roodbruin op de begane grond (met bergingen), geel (banden ter benadrukking van ingangen en hoeken en eerste verdieping) en rood (bovenverdiepingen). Op de twee hoeken zijn erkers te vinden boven winkeleenheden. Die hoeken worden tevens benadrukt door torens in de vierde kleur; donkerrode verticaal geplaatste dakpannen. Tot het complex behoort ook nog een tuinhuis en tuin met zandbak (in de opening van de U). De bouwstijl wordt omschreven als een verstrakte vorm van de Amsterdamse School. Het ontwerp van de gevels zou van de hand van Westerman zijn; de plattegronden van Dunnebier. Toch heeft ook het uiterlijk de hand van een latere Dunnebier, zie zijn complex aan de Bos en Lommerweg 1-31 dan uit 1937 stamt. De architecten wisten in opdracht van projectontwikkelaar Huibert van Saane (directeur van de maatschappij en NV Bouwbedrijf H van Saane) , die het bouwverzoek op 16 maart 1929 had ingediend, de ruimte van de trappenhuizen te beperken door ze om elkaar heen de plaatsen (dubbele bordestrap)en de woningen om het trapgat te plaatsen. In januari 1930 moesten de laatste kleine verbeteringen nog aangebracht worden, voordat het gebouw opgeleverd werd.
Volgens het Algemeen Handelsblad zou het gaan om een proefcomplex met steun van wel drie wethouders Ephraim Joseph Abrahams (tevens arts), Walrave Boissevain en Monne de Miranda. Het complex bevat dan ook appartementen voor de verheffing van het volk. Elke woning heeft een woonkamer en twee slaapkamers, een sanitaire ruimte met badcel en een keuken. Elke woning had veranda's (binnenin de U). Er was centrale verwarming en een warmwatervoorzieining. Tegenstanders waren er ook te vinden, aldus Het Volk, dagblad voor de arbeiderspartij. Zij vond het een niet geslaagde proef dat met name de “kleine woningen” een prikkel leverden om het aantal kinderen beperkt te houden. Ondanks de twee slaapkamers was de woning krap bemeten als het gezin bestond uit man, vrouw en twee kinderen. Gelegenheid tot logés was er niet tot nauwelijks, ook als het gezin uit drie personen bestond. Bovendien vond ze de huurprijs aan de pittige kant ten opzichte van nieuwe gemeentewoningen aan het andere eind van de stad (Amsterdam-West). 
In 2023 loopt er (nog) een onderzoek of het gebouw de bescherming van een gemeentelijk monument waardig is; er geldt dan een zogenaamde "voorbescherming". 